# Thessaloniki Challenger
Il Thessaloniki Challenger è stato un torneo professionistico di tennis giocato su campi in sintetico. Faceva parte dell'ATP Challenger Series. Si giocava annualmente a Salonicco in Grecia.

## Albo d'oro

### Singolare
| Anno | Campione           | Finalista            | Punteggio     |
| ---- | ------------------ | -------------------- | ------------- |
| 1982 | Nduka Odizor       | Gianni Ocleppo       | 6–3, 7–6      |
| 1983 | Horacio de la Peña | Rory Chappell        | 5–7, 7–6, 7–5 |
| 1984 | Steve Shaw         | Stefan Svensson      | 6–2, 6–4      |
| 1985 | Peter Lundgren     | Slobodan Živojinović | 3–6, 6–3, 7–6 |
| 1986 | Thomas Högstedt    | Alex Antonitsch      | 6–2, 6–2      |
| 1987 | Martin Laurendeau  | Nicklas Kroon        | 7–6, 6–4      |
| 1988 | Olli Rahnasto      | Thomas Högstedt      | 6–4, 6–3      |
| 1989 | Steve Guy          | Neil Borwick         | 6–4, 6–4      |
| 1990 | Christian Geyer    | Henrik Holm          | 7–6, 6–3      |

### Doppio
| Anno | Campioni                           | Finalisti                               | Punteggio     |
| ---- | ---------------------------------- | --------------------------------------- | ------------- |
| 1982 | John Feaver Nduka Odizor           | Peter Bastiansen Michael Mortensen      | 7-6, 7-6      |
| 1983 | Peter Bastiansen Michael Mortensen | Mike Myburg Leo Palin                   | 7–6, 7–5      |
| 1984 | Jeremy Bates Steve Shaw            | George Kalovelonis Slobodan Živojinović | 6–2, 6–4      |
| 1985 | Stephan Medem Srinivasan Vasudevan | Brian Levine Billy Nealon               | 6–3, 5–7, 6–3 |
| 1986 | Jaromír Bečka Christian Saceanu    | Alex Antonitsch Brian Levine            | 3–6, 6–1, 7–6 |
| 1987 | Per Henricsson Henrik Holm         | Pieter Aldrich Morten Christensen       | 7–6, 3–6, 6–3 |
| 1988 | Morten Christensen Steve Guy       | András Lányi Stefano Mezzadri           | 6–3, 6–4      |
| 1989 | Nick Brown Nicholas Fulwood        | Sean Cole Jacco van Duyn                | 6–2, 3–6, 7–6 |
| 1990 | Gilad Bloom Alexis Hombrecher      | Nick Brown Johan Carlsson               | 6–1, 7–6      |